# Pitbull Stadium
Il Pitbull Stadium è uno stadio di calcio e football americano di proprietà della Florida International University a Miami dove giocano le loro partite il FIU Panthers football team e il Miami Football Club. Lo stadio è stato realizzato nel 1995 e ha una capienza di 20000 posti a sedere.

## Storia

### FIU Community Stadium
Il FIU C.S. fu il primo servizio sportivo offerto agli studenti dell Florida International University. La costruzione iniziò nel luglio 1994 e terminò il 24 settembre dell'anno successivo permettendo di ottenere uno stadio con pista di atletica e 7500 posti. Un successivo intervento nel 2002, per l'inaugurazione nel campionato della squadra universitaria, ha incrementato i posti a 17000.

### Ristrutturazione
Nel 2007 per ottenere un incremento ulteriore fino a 18000 posti fu avviato un processo di ricostruzione di circa un anno che portò alla parziale demolizione della costruzione originale del 1995. Durante questo periodo la squadra di casa venne ospitata al Miami Orange Bowl. 
Nel 2009 l'università avviò un secondo progetto di espansione che si concluse nel 2012, aumentando i posti fino a 20000 e rinnovando completamente il terreno di gioco. 

### Rinomina
Il 3 aprile 2017 lo stadio venne rinominato Riccardo Silva Stadium, dopo la donazione di oltre 3,72 milioni di dollari da parte dell'imprenditore italiano Riccardo Silva al dipartimento di atletica dell'università che ha permesso a partire dal 2015 di realizzare una serie di miglioramenti aggiuntivi alla struttura.